# Pain coco

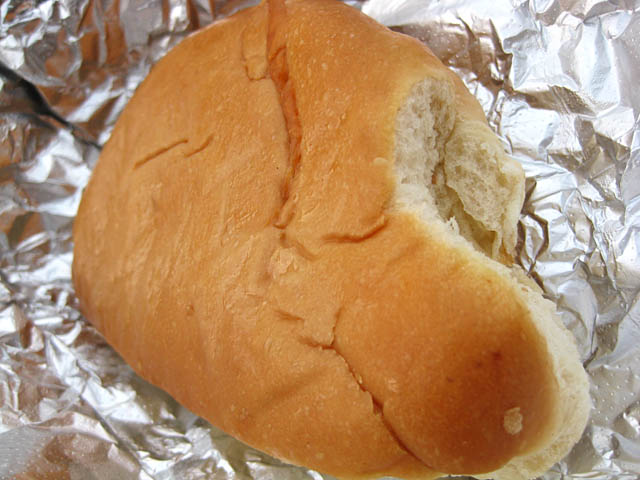
Pain coco.

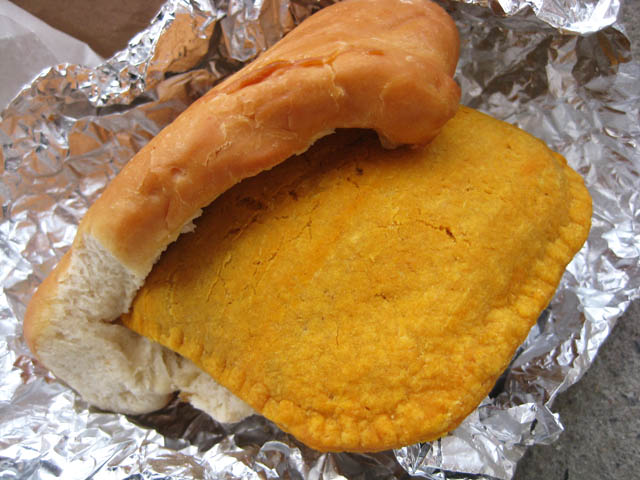
Pain coco garni d'un pâté chaud au bœuf épicé.

Le pain coco est un pain à base de farine avec levure, de sucre, de sel, d'huile et d'eau de coco mélangés. On peut y rajouter des morceaux de noix de coco finement rapés.
Il est consommé au petit déjeuner par les Polynésiens, avec un café au lait de coco. Il est aussi très apprécié en Jamaïque.

## Les différents types de pain coco selon les îles
Il existe différents types de pain coco selon chaque île de la Polynésie Française. Ce qui différencie premièrement c'est la manière de cuire.

### Faraoa Eu Vari de Mata'irea (Huahine)
Le faraoa eu vari, appelé pain coco de Huahine, est réputé dans  La recette de ce pain est originaire de l'île de Huahine, ce qui différencie des autres pains, c'est qu'il est volumineux.
Aux temps anciens, le pain de la Polynésie Française était le 'uru, ce qui est encore le cas aujourd'hui.
Cependant, avec l'arrivée des nouveaux produits alimentaires sur les terres de la Polynésie Française, comme la farine, la levure ou le sucre, les habitants de Huahine utilisaient des feuilles de banane, avec un peu d'huile ou de beurre étalé sur la feuille, la pâte à pain. À la suite de cela, il placèrent la préparation dans le 'ahima'a.
Puis avec l'arrivée des ustensiles, les habitants de Huahine ont commencés à utiliser les plats en inox de forme ronde pour obtenir la forme ronde du pain.
En l'absence d'article et d'ouvrage (sur internet) sur ce pain, l'origine de ce pain est inconnue de tous. Les seules informations que l'on pourrait avoir, c'est d'essayer de se renseigner auprès des anciens de Huahine ou originaires de l'île qui sont présents dans les îles.